# Sara Bovin
Sara Bovin (født 19. december 1984 i Gentofte) er en dansk radio- og tv-vært og foredragsholder. Hun er uddannet medie- og tv-tilrettelægger fra Danmarks Medie- og Journalisthøjskole i 2013 og psykoterapeut
ved ID Academy. Fra 2017 til 2019 har hun været kvinden bag P3-radioprogrammet Tværs på p3, som blev startet af Tine Bryld på P1 i 1972.
Sara blev optaget på DR's talentordning i 2006.
Siden har hun lavet en lydserie til Gyldendal, Vejen tilbage og er i dag vært på podcasten Skyggekvinder , der handler om utroskab.
Sara Bovin har bl.a. vundet Radioprisen ved dansk radios prisuddeling Prix Radio i 2018, Nordvision pris: 'Dialogue with the audience at the core of the concept' i 2018, og Kryger-prisen i 2018.